# Guadalupe Bornand
Guadalupe Bornand (1953) es una directora de cine y productora chilena, reconocida por participar en la producción de películas como: Coronación (2000), Cachimba (2004), Y de pronto el amanecer (2017).

## Biografía
Estudió Pedagogía en Música. En 1982 participa en la producción teatral para el Teatro Ictus, donde comienza en la producción y dirección de arte para filmes.
En 1982 durante la filmación de Historia de un roble solo (1982), conoce al director de cine Silvio Caiozzi con el que contrae segundas nupcias en abril del 1991. Desde entonces ha trabajado en los proyectos publicitarios y filmográficos del cineasta.

## Carrera profesional
Su trabajo se caracteriza por el perfeccionismo y la obsesión por los detalles observados en las producciones de Silvio Caiozzi; el que va de la mano con su pasatiempo como coleccionista de llaves, candados y otros objetos. 
Como directora de arte, está a cargo de la estética en la escenografía, vestuario, en la búsqueda y creación de objetos, que cargan de simbolismo el espacio donde se desarrollan las historias del director, como lo hizo con el ataúd cubierto con las tejuelas típicas en las casas de Chiloé, donde se desarrolla Y de pronto el amanecer.
Luego del infarto cerebral sufrido en 2014, ha realizado diversos cursos de restauración en la Escuela de Artes Aplicadas con un especialista italiano de la Escuela Lorenzo de Medici, y fue seleccionada para recuperar la cúpula de la Iglesia de los Ángeles Custodios en la comuna de Providencia.

## Filmografía
- Fernando ha vuelto (1988)
- La luna en el espejo (1990)
- Coronación (2000)
- Cachimba (2004)
- Y de pronto el amanecer (2017)